# أدغم (اسم)
أَدْغَم هو اسم علم مذكر من أصل عربي، وجاء الاسم على صيغة أفعل، ومعناه هو  أسود الأنف؛ وادْغامَّ الفرسُ: ضرب وجهُه إلى السواد أكثر من سائر جسده، فهو أدغم،  ويعد الاسم من الأسماء العربية القديمة.

## الأصل اللغوي
لفظ أَدْغَم هو من المصدر دغم. وأَدْغَمَهُ الشيءُ: ساءه وأَرْغَمَهُ. والإدغام : إدخال حرف في حرف. يقال : أَدْغَمْت الحرف وادَّغَمْته ، على افْتَعَلْتُه . والإدْغامُ : إدخال اللجام في أَفواه الدَّوابِّ . وأَدْغَمَ الفرس اللجامَ: أَدخله في فيه، وأَدْغَمَ اللجام في فمه كذلك؛ وأدْغَمْتُ الفرس اللجام أي أدخلته في فيه ومنه إدْغامُ الحروف يقال أدْغَمَ الحرف وادَّغَمَهُ.